# Drowned
Drowned ist eine deutsche Death-Metal-Band aus Berlin.

## Geschichte
Drowned wurde 1992 gegründet. Nach der Veröffentlichung von Conquering the Azure vollzog die Band einen Sängerwechsel.
Die Band hatte zahlreiche Phasen der Inaktivität und einige Besetzungswechsel. Die meiste Zeit bestand der Kern der jeweiligen Besetzung aus zwei Personen, etwa von 1992 bis 1998 aus dem Gitarristen Tilmann/T1 und dem damaligen Schlagzeuger G. Vermilion und von 2001 bis 2009 beziehungsweise zu Zeiten des Demos Viscera Terræ aus Tilmann und Schlagzeuger Theby, und da dieser in Hamburg und Tilmann in Berlin lebte, konnten sie nur selten proben und trennten sich schließlich.
Seit 2010 besteht die Band in einer stabilen Besetzung, die aus T1 sowie T2 und G von der Band Essenz besteht. Tilmann hat auch bereits unter dem Namen Black Shepherd ov Doom bei Necros Christos den Bass gespielt. Er stieg aus zeitlichen Gründen bei Necros Christos aus, nachdem es 2012 „nach Jahren der Stagnation mit DROWNED endlich wieder gut“ lief und „da zwei Bands und Beruf einfach zu viel sind“. In der seit 2010 bestehenden Besetzung, wurde das Debütalbum Idola Specus aufgenommen und 2014 veröffentlicht.
Zehn Jahre nach ihrem Debütalbum veröffentlichten sie ihr zweites Album Procul His am 26. Januar 2024.

## Stil
Frank Stöver vom Voices from the Darkside beschreibt den Stil der frühen Phase der Band als „unheimlichen Death/Black/Doom Metal“. Auf neueren Aufnahmen spielt Drowned traditionellen Death Metal. Der Stil auf Rehearsals Fall 2001 ist laut Ramon Claassen beinahe primitiv und die Qualität der Band aufgrund der Tonqualität der Aufnahmen, die Claassen mit der alter Darkthrone-Aufnahmen vergleicht, kaum zu erkennen. In seiner Rezension zu Viscera Terræ vergleicht Stöver Drowned mit dem Grave-Frühwerk und Demigod. Die Kassette klinge nicht, als wäre sie erst im Vorjahr aufgenommen worden.
Gegenüber Viscera Terræ ist Idola Specus direkter. Stefan Franke verglich das Album mit Eon von ersten Darkthrone-Album Soulside Journey und dem Paradise-Lost-Frühwerk. Björn Springorum vom Metal Hammer beschreibt den Stil von Drowned als „nihilistische wie morbide Mischung“ aus „Tod, Teufel und Verderben“, frei von „jedweden Trends und Hypes“, gegen Baseball-Kappen und kurze Hosen. Idola Specus sei „Death Metal der gaaanz alten Schule: finster, lebensverneinend und dröhnend, versetzt mit der Schwere des Doom und jeder Menge Fäulnisgestank“. Death Metal werde „nicht gespielt, er wird gelebt, zelebriert, als Hommage an den Sensenmann höchstpersönlich rigoros und mit jeder Menge Grufthauch heruntergeschrammelt. Ein wenig Ophis, etwas alte Obituary, ein Todeshauch Triptykon und eine dezente Verbeugung in Richtung Morgoth seien als grobe Anhaltspunkte dieser lichtlosen Welt der Negativität genannt. Herrlich räudig produziert, mit Inbrunst herausgekotzt und bei allem Außenseiterstatus anständig produziert: so feilt man überzeugend an seinem Kultstatus.“ Laut Sebastian Schilling vom Rock Hard spielt die Band auf Idola Specus Death Metal, der mit der Musik von Incantation vergleichbar sei, was durch das „unterschwellig bedrohliche Riffing“ und „doomige Passagen“ bewirkt werde. Manche Riffs hätten zudem auch vom Necros-Christos- und Ex-Drowned-Mitglied Mors Dalos Ra stammen können. Schilling bezeichnet in einer weiteren Ausgabe das Debüt als weiteren „Beitrag zu einem Genre, das mit lange vermisster Vitalität ein Highlight nach dem anderen hervorbringt“. Der Titel der Veröffentlichung, Idola Specus, geht auf Francis Bacon zurück und „steht für Dunkelheit, die Nichterkennbarkeit und Schemenhaftigkeit dieser Welt, für äußere und innere Orientierungslosigkeit. Jeder Mensch ein Abgrund.“ Im Rock-Hard-Interview mit Sebastian Schilling gab der Gitarrist Tilmann an, dass er dem Hörer eine Interpretation der Texte nicht vorwegnehmen will, da jeder die Lieder für sich selbst interpretieren soll. Die Texte seien für ihn jedoch wichtig. Von den alten Veröffentlichungen der Band sei er nur noch wirklich von Viscera Terræ überzeugt, der Rest seien nur Phasen der Band-Entwicklung, die die Band heute nicht mehr repräsentieren würden. Während Schilling fand, dass die Riffs an Tilmanns ehemaliger Band Necros Christos erinnern würde, fand Tilmann, dass Drowned verschachtelter ist, es mehr Tempowechsel gebe und die Rhythmen anders seien. Laut Schilling hat die Band auf Ærth mit klarem Gesang experimentiert, der an Thomas Gabriel Fischer erinnere. Tilmann entgegnete, dass man auf Conquering the Azure mit Gesang experimentiert hatte, der wie von Carl McCoy klinge, jedoch noch einem anderen Sänger beigesteuert worden sei.

## Diskografie
- 1993: Demo 1993 (Demo)
- 1995: Conquering the Azure (Demo)
- 1998: Ærth (EP, Stormbringer Productions)
- 2002: Rehearsals Fall 2001 (Demo)[8]
- 2006: Viscera Terræ (EP, Nuclear Winter Records)
- 2013: Rehearsal Demo 12/2012[12]
- 2013: Alive Undead[12]
- 2014: Idola Specus (Album, Sepulchral Voice Records / Soulfood)
- 2024: Procul His[6]